# 国立病院機構西新潟中央病院
独立行政法人国立病院機構西新潟中央病院（どくりつぎょうせいほうじん こくりつびょういんきこう にしにいがたちゅうおうびょういん）は、新潟県新潟市西区にある医療機関。独立行政法人国立病院機構が運営する病院である。旧国立療養所西新潟中央病院。政策医療分野における神経・筋疾患、呼吸器疾患、重症心身障害の専門医療施設である。

## 沿革
- (旧国立有明療養所)
  - 1924年 新潟市立有明療養所として創設
  - 1943年 日本医療団有明療養所となる
  - 1947年 国立内野療養所分院となる
  - 1951年 国立有明療養所となる
- (旧国立療養所村松病院)
  - 1896年 村松衛戍病院として創設
  - 1925年 新発田衛戍病院村松分院となる
  - 1938年 新発田陸軍病院臨時村松分院となる
  - 1941年 村松陸軍病院となる
  - 1945年 陸軍解体により厚生省へ移管、国立村松病院となる
  - 1953年 国立療養所村松病院となる。
- (旧国立西新潟病院)
  - 1941年 新潟県立結核療養所として創設
  - 1947年 厚生省へ移管、国立内野療養所となる
  - 1967年 国立有明療養所と合併、国立西新潟病院となる
- (旧国立療養所寺泊病院)
  - 1943年 日本医療団寺泊奬健寮として創設
  - 1947年 厚生省へ移管、国立内野療養所寺泊分院となる
  - 1951年 国立寺泊療養所として独立
  - 1983年 国立療養所寺泊病院と改称
- 1995年 旧国立療養所村松病院と旧国立西新潟病院と旧国立療養所寺泊病院を統合し、国立療養所西新潟中央病院発足
- 2001年 厚生労働省へ移管
- 2004年 独立行政法人へ移行、独立行政法人国立病院機構西新潟中央病院として発足
- 2013年7月6日 新病棟竣工
- 2023年 新潟薬科大学看護学部キャンパスが建立し連携強化

## 診療科
- 呼吸器内科
- 呼吸器外科
- 脳神経外科（機能脳神経外科）
- 精神科(てんかん)
- 神経小児科
- 脳神経内科
- 整形外科
- 小児整形外科
- リハビリテーション科
- 放射線科
- 麻酔科

ほか

## 交通
公共交通
- JR越後線 小針駅より徒歩 約15分・タクシー 3分
- 新潟交通 W1 有明線 「国立西新潟中央病院前」バス停より徒歩 約2分
- 西区区バス（Qバス） 「国立西新潟中央病院前」バス停より徒歩 約2分

車
- 国道8号（新潟バイパス） 黒埼ICより車 15分